# 広厳寺
広厳寺（こうごんじ）は、兵庫県神戸市中央区楠町七丁目にある臨済宗の仏教寺院。廣嚴寺とも書き、別名の楠寺として広く知られる。

## 歴史
後醍醐天皇の勅願により元徳元年（1329年）明極楚俊禅師の勧請開山として創建、医王山広厳宝積禅寺の山号・寺号を賜ったという。寺伝によれば当時は七堂伽藍完備して子坊13、寺城は4000平米におよんだという。
建武3年（1336年）5月、楠木正成が当寺に参り、明極禅師と問答して大いに悟って湊川の戦いに臨んだと『明極和尚行状録』（偽書説あり。後述の『大清和尚語録』と合わない。）に記されている。一方で『大清和尚語録』には、当寺は楠木正成戦死の翌年に赤松範資が建立し、その子光範が落成したとある。
延宝年間に千巌宗般（せんがん — ）が荒廃していたこの寺を再興。千巌は楠木正成を崇拝し、徳川光圀が楠公の建碑の志あるを知り、請願してこれを完成させた。

「楠公の一族十三人、士卒六十余人、この寺に入りて、建武三年五月二十五日戦死す。禅師（明極）すなはち遺骸を路傍に葬むる。今の墓碑の地なり。」と『摂津名所図会』にみえる。
光圀の「嗚呼忠臣楠子之墓」の石碑は、湊川神社が最終的には1869年（明治2年）に墓所と殉節地の両所を必ず含めるものとして境内は確定されたため（湊川神社#社地と造営より）、湊川神社創建当時から同神社境内にある。なお、戦災と震災で大きな被害を受けている。
現在の本堂は2015年に完成した近代的なビルで、本堂のホールは音楽ライブショーなどにも使える多目的ホール「神戸ラピスホール」としても使用できる。

## 交通
- 神戸市営地下鉄山手線「大倉山駅」下車、徒歩3分

## 札所本尊
福原西国三十三観音霊場第21番札所
- 十一面観音（第二次世界大戦で被災している)

## 周辺寺社
- 神戸仏教会館（境内）

- 大悲山 成覚院 安養寺[9][10]
- 八宮神社
- 出雲大社神戸分祠
- 湊川神社
- 大倉山報恩寺 – 浄土真宗本願寺派
- 教法寺 – 本門佛立宗[11][12]
- 正念寺 – 本願寺派

## 周辺施設
- 大倉山公園（大倉山）
- 神戸大学付属病院
- 神戸市立中央図書館
- 大倉山駅